# Zmarata
Zmarata (en griego, Ζμαράθα) fue una antigua ciudad griega en la región de Epiro.
Su único testimonio conocido sobre Zmarata es que se menciona el nombramiento de un teorodoco en torno a los años 340-338 a. C. de la ciudad para acoger al teoro de Epidauro.
Se desconoce su localización exacta.